# Стационе ди Бела-Муро (Потенца)
Стационе ди Бела-Муро (итал. Stazione di Bella-Muro) је насеље у Италији у округу Потенца, региону Базиликата.
Према процени из 2011. у насељу је живело 75 становника. Насеље се налази на надморској висини од 335 м.